# 玛德琳·布鲁尔
玛德琳·凯瑟琳·布鲁尔（1992年5月1日— ）是美国女演员。2013年飾演《女子监狱》中的特里西娅·米勒（Tricia Miller）獲得艾美奖。2014年到2015年飾演《铁杉树丛》中的配角，2017年飾演Hulu原创剧集《使女的故事》中的主要角色
，2018年飾演Netflix的恐怖电影禁入直播中的主角。